# Eugène Viollet-le-Duc
Eugène-Emmanuel Viollet-le-Duc (París, 27 de enero de 1814-Lausana, 17 de septiembre de 1879) fue un arquitecto, arqueólogo y escritor francés. Famoso por sus "restauraciones" interpretativas de edificios medievales, fue un importante arquitecto del renacer gótico. Representa una de las más importantes figuras de la escuela francesa, que rechazó la enseñanza de la Escuela de Bellas Artes, sustituyéndola por la práctica y los viajes por Francia e Italia. Hoy es considerado el padre de la arquitectura moderna y pionero del movimiento Art Nouveau en Europa.
Se dedicó principalmente a la restauración e invención de conjuntos monumentales medievales como la Ciudadela de Carcasona o el Castillo de Roquetaillade, siendo muy criticado por el atrevimiento de sus soluciones y añadidos no históricos, y la pérdida de autenticidad de muchos monumentos. Sus restauraciones buscaron en menor medida recuperar sino más bien mejorar el estado original del edificio, con un interés centrado más en la estructura y en la propia arquitectura que en los elementos decorativos. Utilizó el estudio arqueológico en el examen crítico inicial de los edificios, como paso previo para conocer su realidad y defendió el uso del hierro y la coherencia de la arquitectura gótica, en contra del eclecticismo. Se opuso con vehemencia al estilo de arquitectura Beaux-Arts que estaba en boga en esa época. Gran parte de sus trabajos de diseño eran menospreciados por sus contemporáneos.[cita requerida]
Más importante es su aportación teórica, en la que defendió el uso de una metodología racional en el estudio de los estilos del pasado, contrapuesta al historicismo romántico. Sus teorías ejercieron una gran influencia en artistas posteriores, como Guimard, Gaudí, Horta o Vilaseca.
Fue el arquitecto contratado para diseñar la estructura interna de la Estatua de la Libertad, pero falleció antes de que finalizara el proyecto.

## Biografía
Nacido en el seno de una familia muy culta de clase media, desde muy joven se interesó por la Arquitectura de la Edad Media y aunque fue discípulo de Aquiles Leclère, rechaza ingresar en la escuela de Bellas Artes deliberadamente para autoformarse recorriendo Francia e Italia con un bloc de notas en mano. En 1834 se casó con Elisabeth Cabrera.
En 1836 partió hacia Italia donde visitó Sicilia y se dedicó al estudio del arte griego y romano, regresando a París en 1837 para recorrer Francia y estudiar sus monumentos más sobresalientes. Su erudición le valió el nombramiento en 1840 de inspector de los trabajos de restauración de la Sagrada Capilla bajo la dirección de Félix Duban. Ese mismo año la Comisión de Monumentos históricos, de la mano de Prosper Merimée, le encargó la restauración de la iglesia de Vezelay a la que seguirían otros trabajos que tuvieron gran resonancia, incluyendo Notre-Dame de París, la basílica de San Denise y la basílica de Madeleine de Vézelay.
En 1842 logró mediante concurso la restauración de Nuestra Señora de París junto con Jean-Baptiste-Antoine Lassus. Fue nombrado arquitecto de la abadía de San Dionisio en 1846, inspector general del servicio diocesano en Francia en 1853 y profesor de Historia del Arte y Estética de la Escuela de Bellas Artes, recién reorganizada por Vaillant, en 1863 aunque dimitió al año siguiente debido a la violenta oposición que suscita su proyecto reformista de la formación de arquitectos, del cual nace el libro Entretiens sur l'architecture.[cita requerida]
Supervisó todos los edificios medievales franceses que fueron restaurados siguiendo los principios arquitectónicos que se derivaban de sus formas (Castillo de Roquetaillade).
Entre otros reconocimientos fue nombrado oficial en 1858 y comendador en 1869 de la Legión de Honor y miembro de la Real Academia de Bellas Artes de Bélgica en 1863.
En los comienzos del sitio de París en 1870 organizó la legión auxiliar de ingenieros y con el grado de teniente coronel recibió el encargo del servicio exterior. Gran amigo de Napoleón III, se declaró librepensador provocando la reacción del clero y obligándole a dimitir de sus cargos de inspector general diocesano y arquitecto de las catedrales de Amiens, Clermont, Reims y París.[cita requerida]
Eugène Viollet-le-Duc falleció en Lausana, Suiza el 17 de septiembre de 1879.

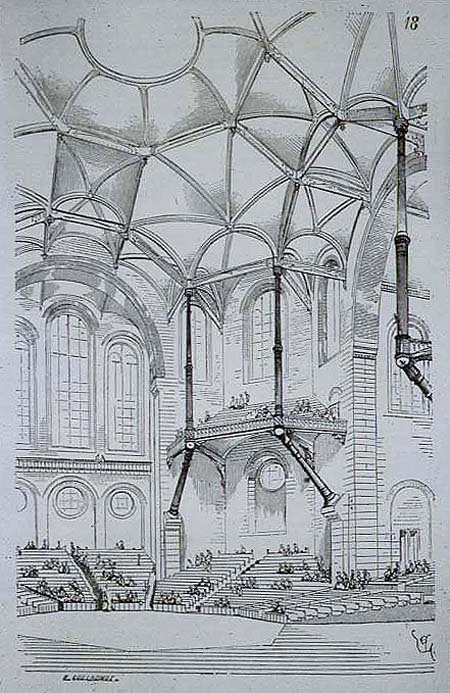
Diseño para una sala de conciertos, datado en 1864. Expresa las formas góticas con materiales modernos como el ladrillo y el hierro fundido. Entretiens sur l'architecture.

## Obra

### Restauraciones
A comienzos de la década de 1830, en Francia se desarrolló un interés por la restauración de edificios medievales. Viollet-le-Duc, que regresa en 1835 de sus estudios en Italia, fue contratado por Prosper Mérimée para restaurar la abadía románica de Vézelay. Este trabajo fue el primero de numerosas restauraciones; las restauraciones de Viollet-le-Duc de Notre Dame de París lo hicieron conocido. Entre sus otras obras importantes se encuentran los trabajos realizados en Mont Saint-Michel, Carcasona, Roquetaillade y Pierrefonds.
A menudo las "restauraciones" de Viollet-le-Duc combinaban hechos históricos con modificaciones creativas. Por ejemplo, bajo su dirección, Notre Dame no solo fue limpiada y restaurada, sino también "actualizada", agregándosele la tercera torre que la distingue (un tipo de espiral) además de otras modificaciones menores. Otra de sus restauraciones famosas, la ciudad fortificada de Carcasona, fue mejorada de manera análoga, agregando en la parte superior de cada una de las torres de la muralla techos en forma de cono que en realidad son propios del norte de Francia.
- Basílica de Vézelay
- Catedral de Notre-Dame (París)
- Catedral de Notre-Dame (Amiens)

- Basílica de Saint-Denis
- Catedral de Lausana

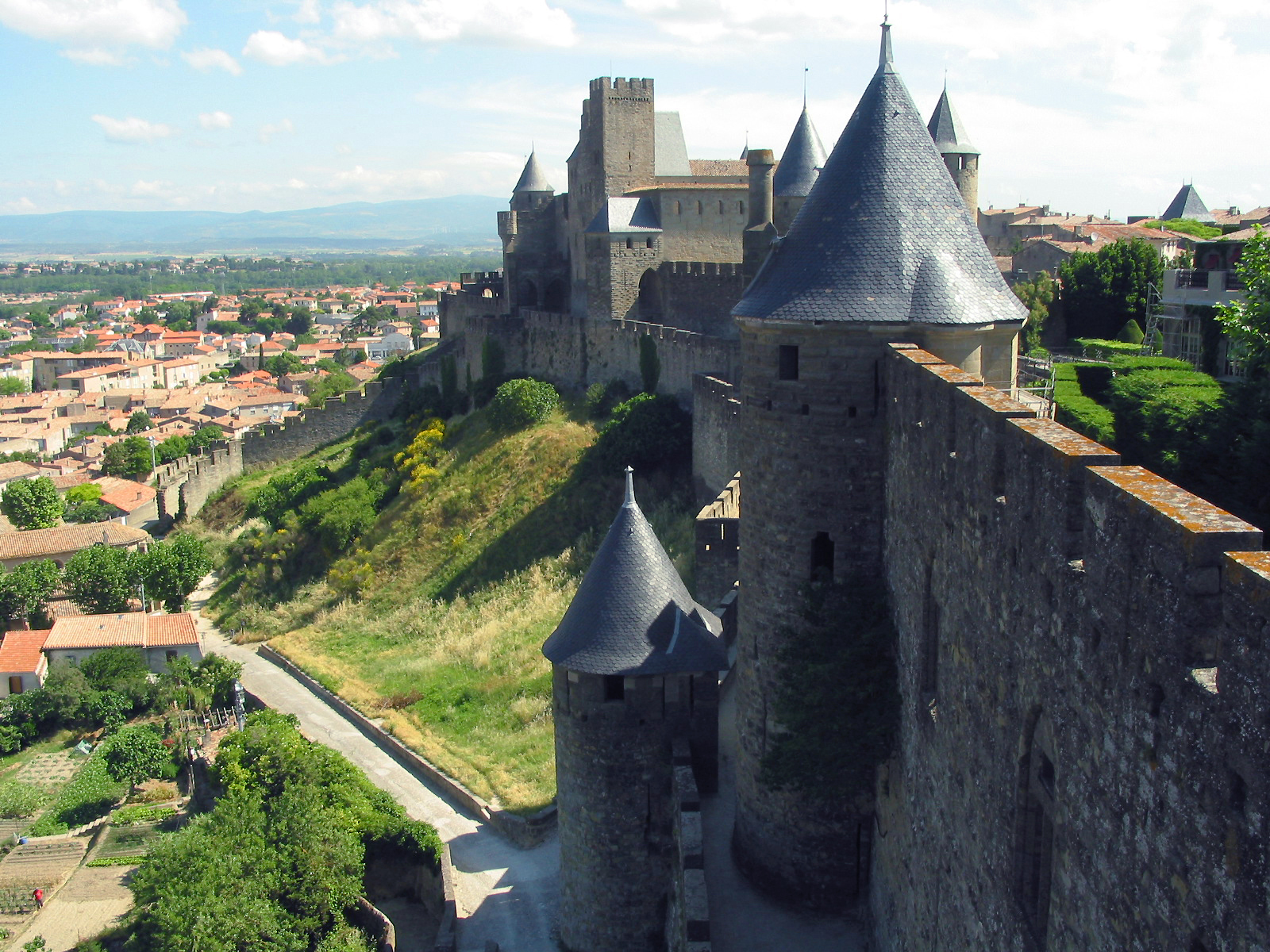
Un elemento importado: las torres cónicas recubiertas de pizarra que Viollet-le-Duc diseñó en la Ciudadela de Carcasona.

- Basílica de San Sernín de Toulouse
- Sainte Chapelle de París.
- Colegiata Notre-Dame de Poissy
- Iglesia de Notre-Dame de Semur-en-Auxois
- Catedral de San Miguel de Carcasona
- Ayuntamiento de Narbona
- Castillo de Pierrefonds
- Ciudadela (Cité) de Carcasona
- Castillo de Coucy
- Castillo de Roquetaillade

### Obra pictórica
Manifestó también interés por la pintura y más allá de su costumbre de recopilar notas y dibujos, no solo de los edificios en los que trabajaba, sino también de otros que iban a ser pronto demolidos y aún de otros temas como vestimenta, mobiliario, instrumentos musicales, armamento, etc. Sus notables dibujos y acuarelas le valieron una tercera medalla en 1834, una segunda en 1838 y una primera medalla en la Exposición Universal de 1855.[cita requerida]
Entre sus pinturas pueden citarse Vistas de los Pirineos, El festín de las damas en el teatro de las Tullerías, Fortificaciones de Carcasona, etc.

### Escritos

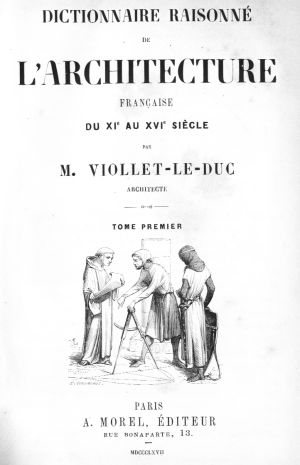
Portada del tomo primero, edición de 1868.

Entre sus obras destacan sus dos grandes diccionarios, obras referencia en su campo y bellamente ilustrados con dibujos del propio Viollet-le-Duc. Así como Entretiens sur l'architecture, libro donde pone su sistema didáctico y pedagógico por épocas y temas arquitectónicos básicos.
- Dictionnaire de l'architecture française du XIe au XVIe siècle (1854-68)
- Dictionnaire raisonné du mobilier français de l'époque Carolingienne à la Renaissance (1858-75)
- L'Architecture militaire au moyen Âge (1854)
- Entretiens sur l'architecture (1863-72)
- Cités et mines américaines (1863)
- Mémoire sur la défense de Paris (1871)
- Habitations modernes (1874-77)
- Histoire d'une maison (1873)
- Histoire d'une forteresse (1874)
- Histoire de l'habitation humaine (1875)
- Le Massif du Mont Blanc; étude sur sa constitution géodésique et géologique, sur ses transformations, et sur l'état ancien et moderne de ses glaciers, París, Baudry, 1876 en línea Archivado el 3 de marzo de 2016 en Wayback Machine.
- L'Art russe (1877)
- Histoire d'un hotel-de-ville et d'une cathédrale (1878)
- La Décoration appliquée aux édifices (1879)